# Annus mirabilis
Annus mirabilis è una locuzione latina, traducibile in italiano come "anno meraviglioso" o "anno di meraviglie" (o "anno di miracoli"). La sua controparte negativa è Annus horribilis.
Secondo l'Oxford English Dictionary, la frase fu impiegata per iscritto per la prima volta nel titolo dell'omonimo poema del poeta inglese John Dryden, riguardante gli eventi del 1666. Infatti, nonostante l'Inghilterra fosse stata colpita da una grave calamità come il Grande incendio di Londra, Dryden scelse d'interpretare l'assenza di disastri maggiori come il frutto di un salvifico intervento divino, in quanto la presenza del "666" - numero della bestia - lasciava presagire ad alcuni eventi ben più nefasti.

## Anni mirabili
La locuzione è oggi usata anche in riferimento ad anni diversi caratterizzati da eventi, o da aspettative, di capitale importanza, in varie epoche storiche. 

### Medioevo
- Il 1484 fu oggetto, nel medioevo, di diffuse profezie astrologiche che lo indicavano come un anno di frattura e di mutazioni epocali[1]. L'attesa fu costellata di vari segni premonitori, incluse alcune apparizioni mariane[1]. Si trattò di profezie mancate per quel preciso anno, nel quale nulla di epocale avvenne, a dispetto degli annunci e degli eventi premonitori[1]. Tuttavia, di lì a poco si sarebbe davvero aperta un'epoca di trasformazioni epocali, con la fioritura del Rinascimento e l'inizio dell'età delle grandi esplorazioni geografiche e dei contatti con il Nuovo Mondo[1].

#### Anno cruciale
- il 1492 per la Spagna (detto anche "Anno cruciale") in cui: 
  - fu scoperta l'America da Cristoforo Colombo;
  - vi fu la presa di Granada;
  - fu scritta la prima grammatica in castigliano;
  - ci fu l'espulsione degli ebrei dalla penisola iberica.

### Età moderna e contemporanea
- il 1543, individuato in relazione a importanti scoperte come l'anno d'inizio della cosiddetta rivoluzione scientifica;
- il 1666, l'anno in cui venne utilizzata per la prima volta quest'espressione (vedi sopra) e in cui Isaac Newton fece una serie di importanti scoperte;
- il 1759 per una serie di vittorie militari britanniche nel contesto della Guerra dei sette anni;
- il 1905, quando Albert Einstein pubblicò i suoi fondamentali Annus Mirabilis Papers sulla fisica;
- il 1922, per la letteratura inglese, anno in cui escono i due capolavori del modernismo, La terra desolata di T. S. Eliot e Ulysses di James Joyce.